# كاني شاة قلي (مقاطعة دهغلان)
كاني شاة قلي (بالفارسية: کانی شاه قلی) هي قرية تقع في قسم ايلان الجنوبي الريفي (مقاطعة دهغلان) في إيران. يقدر عدد سكانها بـ 82 نسمة بحسب إحصاء 2016.